# Кіт Роулі
Кіт Кристофер Роулі (англ. Keith Christopher Rowley, нар. 24 жовтня 1949, острів Тобаго) — прем'єр-міністр Тринідаду і Тобаго з 9 вересня 2015 року.
За освітою вулканолог, захистив диплом у галузі геохімії в ямайському кампусі університету Вест-Індії. Ставши членом лівоцентристського Народного національного руху, який перебував на той момент у опозиції, в 1987 році був призначений сенатором (у Тринідад і Тобаго члени верхньої палати парламенту призначаються президентом за поданням як прем'єр-міністра, так і лідера опозиції). З 1991 року — депутат Палати представників  . В 1991 — 1995 роках — міністр сільського господарства, земельних і водних ресурсів, в 2001 — 2007 роках — міністр планування, розвитку і будівництва, в 2007 — 2010 роках — міністр торгівлі та промисловості. Після поразки ННД на виборах 2010 року та відставки Патріка Меннінга з посади голови партії обрано його наступником, ставши тим самим офіційним лідером опозиції, а в 2015 році привів ННД до перемоги на чергових парламентських виборах, де та змогла отримати 23 з 41 місця в Палаті представників, і очолив уряд країни.